# Lombez
Lombez – miejscowość i gmina we Francji, w regionie Oksytania, w departamencie Gers.
Według danych na rok 1990 gminę zamieszkiwało 1325 osób, a gęstość zaludnienia wynosiła 68 osób/km² (wśród 3020 gmin regionu Midi-Pireneje Lombez plasuje się na 263. miejscu pod względem liczby ludności, natomiast pod względem powierzchni na miejscu 572.).